# Ariadna
Ariadna (grško najbolj sveta ali zelo plodna mati) je v grški mitologiji boginja plodnosti na Kreti. Častili so jo tudi na Naksosu, Delosu, Cipru in v Atenah. Njena rimska »dvojnica« je Libera.
V grški mitologiji je Ariadna hči kretskega kralja Minosa in Pasifae. Ko so Atenci umorili njegovega sina, je zasedel Atene. Atence je zavezal, da so vsako leto poslali na Kreto sedem mladeničev in mladenk. Namenjeni so bili za človeške žrtve Minotavru, ki je živel v labirintu. Neko leto se je junak Tezej priključil tej skupini s ciljem, da ubije Minotavra. Na Kreti se je Ariadna zaljubila vanj in mu podarila čaroben meč ter klobčič rdeče niti (Ariadnina nit). Tezej je med prodiranjem v labirint odvijal to nit, tako da je po uspešno opravljeni nalogi našel pot iz labirinta. Ko se je Tezej zmagovito vrnil, je Ariadna zbežala z njim, toda Tezej jo je spečo pustil na otoku Naksos. Tu je postala žena Dioniza. 